# Трапезнікова Соломія
Соломі́я Трапе́знікова (* 1997) — українська лучниця. Бронзова призерка чемпіонату світу; майстер спорту України.

## З життєпису
Народилась 1997 року. 2016-го на Кубку України зі стрільби з лука у приміщенні здобула перемогу. Закінчила Львівський фаховий коледж спорту.
Здобула бронзову медаль на Чемпіонаті світу зі стрільби з лука у приміщенні-2018 в командному заліку (Янктон (Південна Дакота)).
Військовослужбовиця, менеджерка «Friends&Family» Ігор Нескорених 2023 в Україні з 2017 року; займається адаптацією ветеранів.
Станом на вересень 2023 року — спортсменка-інструкторка Навчально-спортивної бази літніх видів спорту .